# Conselho Superior do Cinema
O Conselho Superior do Cinema é um órgão colegiado, atualmente integrante da estrutura do Ministério da Cultura, responsável por, entre outras, formular a política nacional do cinema e aprovar diretrizes gerais para o desenvolvimento da indústria cinematográfica brasileira.

## Histórico
Em novembro de 2009, o então presidente Lula, através do Decreto nº 7.000, transferiu o Conselho Superior do Cinema da estrutura da Casa Civil para o Ministério da Cultura. Além disso, esse Decreto também alterou a presidência do Conselho, que passou da Casa Civil para o Ministério da Cultura.
Em julho de 2019, através do Decreto nº 9.919, o então presidente Jair Bolsonaro transferiu o Conselho Superior do Cinema do Ministério da Cidadania para a Casa Civil. Esse Decreto também alterou a composição dos membros do Conselho: diminui de nove para sete os representantes do governo; diminuiu de seis para três o número de representantes especialistas do setor; e diminuiu de três para dois os representantes da sociedade civil. Também ficou estabelecido que as reuniões ordinárias do Conselho serão realizadas quadrimestralmente.
Em agosto de 2019, o então presidente Jair Bolsonaro alterou, através do Decreto nº 9.993, a composição do Conselho Superior do Cinema, aumentando de sete para oito o número de representantes do governo, e mantendo três representantes especialistas do setor e dois representantes da sociedade civil.